# Campeonato Sul-Americano de Futebol de 1939

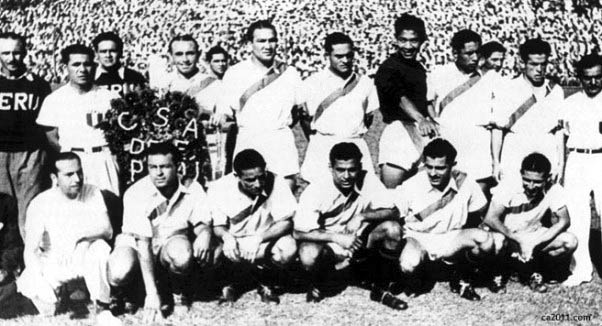
A seleção peruana que conquistou o título

O Campeonato Sul-Americano de Futebol de 1939 foi a 15ª edição da competição entre seleções da América do Sul realizada entre 15 de janeiro e 12 de fevereiro de 1939. 
Participaram da disputa cinco seleções: Chile, Equador, Paraguai, Peru e Uruguai. As seleções jogaram em turno único. A sede foi no Peru e a Seleção Peruana foi a campeã. Argentina e Brasil não participaram do torneio.
O torneio coroou a geração peruana que havia feito uma campanha histórica na nos Jogos Olímpicos de 1936.

## Organização

### Sede
| Lima               |
| ------------------ |
| Estadio Nacional   |
| Capacidade: 45 000 |
|                    |

### Árbitros
- Enrique Cuenca
- Carlos Puyol
- Alberto March
- Alfredo Vargas

### Seleções Participantes
Predefinição:Seleção Peruana de Futebol de 1939

## Tabela
- Peru 5-2  Equador
- Paraguai 5-1  Chile
- Uruguai 6-0  Equador
- Peru 3-1  Chile
- Uruguai 3-2  Chile
- Peru 3-0  Paraguai
- Chile 4-1  Equador
- Uruguai 3-1  Paraguai
- Paraguai 3-1  Equador
- Peru 2-1  Uruguai

## Classificação
| Equipo   | Pts | PJ | PG | PE | PP | GF | GC | Dif |
| -------- | --- | -- | -- | -- | -- | -- | -- | --- |
| Peru     | 8   | 4  | 4  | 0  | 0  | 13 | 4  | 9   |
| Uruguai  | 6   | 4  | 3  | 0  | 1  | 13 | 5  | 8   |
| Paraguai | 4   | 4  | 2  | 0  | 2  | 9  | 8  | 1   |
| Chile    | 2   | 4  | 1  | 0  | 3  | 8  | 12 | -4  |
| Equador  | 0   | 4  | 0  | 0  | 4  | 4  | 18 | -14 |

| Campeonato Sul-Americano de Futebol de 1953 |
| ------------------------------------------- |
| Peru Campeão (1º título)                    |

### Goleadores
| Jogador         | Seleção | Gols |
| --------------- | ------- | ---- |
| Lolo Fernández  | PER     | 7    |
| Jorge Alcalde   | PER     | 5    |
| Severino Varela | URU     | 5    |

### Melhor jogador do torneio
- Lolo Fernández[3]